# Monte Agnello
Monte Agnello – szczyt w Alpach Fleimstalskich, w Alpach Wschodnich. Leży w regionie Trydent-Górna Adyga, w północnych Włoszech. Leży na zachód od Predazzo.